# لاميناريا منطبقة الجذور
لاميناريا منطبقة الجذور (الاسم العلمي: Laminaria appressirhiza) هو نوع من الطلائعيات يتبع جنس اللاميناريا من فصيلة اللامينارية.